# Кораксола (Совєтський район)
Кораксо́ла (рос. Кораксола, марій. Кораксола) — присілок у складі Совєтського району Марій Ел, Росія. Входить до складу Ронгинського сільського поселення.

## Населення
Населення — 120 осіб (2010; 137 у 2002).
Національний склад (станом на 2002 рік):
- марі — 100 %